# Georg Gehring
Georg Gehring, né le 14 novembre 1903 à Frankenthal et mort le 31 octobre 1943 à Stettin, est un lutteur allemand spécialiste de la lutte gréco-romaine.

## Carrière
Georg Gehring participe aux Jeux olympiques d'été de 1928 à Amsterdam et remporte la médaille de bronze dans la catégorie des poids lourds.